# Feketehasú kolibri
A feketehasú kolibri (Eupherusa nigriventris) a madarak (Aves) osztályának a sarlósfecske-alakúak (Apodiformes) rendjéhez, ezen belül a kolibrifélék (Trochilidae) családjához tartozó faj.

## Rendszerezése
A fajt George Newbold Lawrence amerikai üzletember és amatőr ornitológus írta le 1867-ben.

## Előfordulása
Costa Rica és Panama területén honos. Természetes élőhelyei a szubtrópusi vagy trópusi éghajlati övezetben lévő síkvidéki és hegyi esőerdők, valamint legelők, ültetvények és másodlagos erdők. Magaslati vonuló.

## Megjelenése
Testhossza 9 centiméter.
|  |

## Természetvédelmi helyzete
Az elterjedési területe kicsi, egyedszáma pedig ismeretlen. A Természetvédelmi Világszövetség Vörös listáján nem fenyegetett fajként szerepel.